# BO Волка
BO Волка (лат. BO Lupi) — одиночная переменная звезда в созвездии Волка на расстоянии (вычисленном из значения параллакса) приблизительно 1634 световых лет (около 501 парсека) от Солнца. Видимая звёздная величина звезды — от менее +16m до +12,5m.

## Характеристики
BO Волка — красная пульсирующая переменная звезда, мирида (M) спектрального класса M. Эффективная температура — около 3299 K.